# 异斑瓢虫属
异斑瓢虫属（学名：Aiolocaria）是瓢虫科下的一个属。异斑瓢虫属的物種，其成虫体长可达13毫米。這些物种每年繁殖一次，而且会聚集成群，甚至會有数百只成蟲聚集在一起。

## 下属物种
本属包括以下物种：
- 六斑异瓢虫 Aiolocaria hexaspilota (Hope, 1831)，大龟纹瓢虫